# Steven Pinker
Steven Arthur Pinker (rođen 18. rujna 1954. u Montrealu, Kanada) je prominentni američki eksperimentalni psiholog, kognitivni znanstvenik i popularizator znanosti poznat po svojoj obrani evolucionarne psihologije i računske teorije uma.
Pinkerova akademska područja su vizualna percepcija i razvoj jezika u djece, i najpoznatiji je po popularizaciji ideje da je jezik prije "instinkta" ili biološka prilagodba oblikovana prirodnim odabirom prije nego nusproizvod općenite inteligencije. Njegove četiri knjige za opću publiku – The Language Instinct, How the Mind Works, Words and Rules i The Blank Slate – osvojile su mnoge nagrade.

## Odabrani radovi
- Language Learnability and Language Development (1984)
- Visual Cognition (1985)
- Connections and Symbols (1988)
- Learnability and Cognition: The Acquisition of Argument Structure (1989)
- Lexical and Conceptual Semantics (1992)
- The Language Instinct (1994)
- How the Mind Works (1997)
- Words and Rules: The Ingredients of Language (1999)
- The Blank Slate: The Modern Denial of Human Nature (2002)
- The Best American Science and Nature Writing (ed., 2004)
- Hotheads (2005)

## Vanjske poveznice
- Web stranica Stevena Pinkera  Arhivirana inačica izvorne stranice od 27. travnja 2017. (Wayback Machine) (eng.)
- Web stranica o Stevenu Pinkeru[neaktivna poveznica] (eng.)
- kritika The Blank Slate koju je napisao Louis Menand, originalno objavljena u časopisu New Yorker (eng.)
- "Meet the Flintstones"  Arhivirana inačica izvorne stranice od 28. ožujka 2006. (Wayback Machine), napisao Simon Blackburn, kritika The Blank Slate. (eng.)
- Steven Pinker Multimedia. Velika lista audio i video zapisa. (eng.)
- Biology vs. the Blank Slate  Arhivirana inačica izvorne stranice od 11. travnja 2006. (Wayback Machine) Reason razgovor s Pinkerom (eng.)
- "Steven Pinker: the mind reader," The Guardian Profile, November 6, 1999. (eng.)
- Evolutionary Psychology of Religion  Arhivirana inačica izvorne stranice od 9. svibnja 2008. (Wayback Machine) (eng.)
- "The Blind Programmer"  Arhivirana inačica izvorne stranice od 16. listopada 2006. (Wayback Machine), prikaz knjige How the Mind Works, napisao Edward Oakes. (eng.)